# Папков, Пётр Афанасьевич
Пётр Афанасьевич Папков (1772—1853) — генерал-майор русской армии, таганрогский и ростовский градоначальник (1810—1821), санкт-петербургский обер-полицмейстер (1808—1810). Брат Поликарпа Папкова.

## Биография
Происходил из дворян Екатеринославской губернии. В 11 лет записан вахмистром в Таганрогский драгунский полк, в 1787 г. произведён был кадетом в Астраханский драгунский полк, а в 1790 г. переведён в Тифлисский пехотный полк адъютантом.
Произведённый 19 февраля 1790 г. штык-юнкером в 2-й фузилёрный полк, Папков принял с ним участие в походе против турок к крепости Анапе, предпринятом под начальством командовавшего Кавказской линией генерал-аншефа Гудовича и был при взятии её 22 июня штурмом; за бой этот Папков получил чин подпоручика.
Участвует в Русско-польской войне 1792—1794 гг, где был в сражении при Мациовицах и при штурме Праги, предместья Варшавы. Затем, с 28 апреля 1796 г. Папков находился в Персидском походе, был при осаде и занятии Дербента и в других делах этой кампании; 8 июня этого года он получил чин поручика и через полгода переведён был штабс-капитаном в батальон генерал-майора Миллера, где через год произведён был в капитаны.
Уволенный в 1798 г. в отставку, Папков 22 апреля 1799 г. был снова принят на службу — в лейб-гвардии артиллерийский батальон. Служа здесь, он 3 августа 1800 г. получил от императора Павла I орден Св. Иоанна Иерусалимского, а 8 октября того же года — чин полковника.
В 1803 г. Папков назначен был командиром артиллерийских понтонных рот, переименованных потом в Понтонный артиллерийский полк. С 1806 г. Папков состоял бригадным командиром 14-й артиллерийской бригады, с которой участвовал в войне с Наполеоном и был в сражениях при Гуттштадте, Гейльсберге и Фридланде, за что получил прусский орден «Pour le Mérite» (15 июля 1807 года), а 21 декабря 1807 г. уволен был от службы с награждением чином генерал-майора.
Пожалован 26 марта 1808 года орденом Св. Анны 2-й степени (алмазные знаки к сему ордену пожалованы 31 марта 1810 года).
Но в отставке Папков находился недолго и 31 декабря 1808 г. был зачислен по армии с назначением петербургским обер-полицмейстером, и на этом посту получил 21 апреля 1808 г. орден Св. Георгия 3-й степени (№ 177)
В воздаяние отличнаго мужества и храбрости, оказанных в сражении против французских войск 29-го мая при Гейльсберге, где при нападении неприятеля остановил онаго благоразумными распоряжениями и искусным действием батареи из 18 орудий обратил назад, после чего, подоспев к центральному редуту, препятствовал неприятельским пушечным выстрелам и, приметив при сем покушение неприятеля обойти наш левый фланг, отвлек его огнём, а 2-го июня сбил неприятельскую артиллерию, несколько раз вредил кавалерии и принудил оную к отступлению.
31 января 1810 г. Папков был назначен таганрогским, ростовским, нахичеванским и мариупольским градоначальником, главным попечителем купеческого по Азовскому морю судоходства и начальником Таганрогского таможенного округа.
Покинув свой пост в 1821 или начале 1822 г., Папков до 3 февраля 1833 г. состоял по армии, а затем, выйдя в отставку, поселился в своем имении — селе Красном-Куте Славяносербского уезда Екатеринославской губернии. Здесь он и умер в глубокой старости 18 мая 1853 года.
В 1833 г. Папков был избран членом Главного Московского Общества улучшения овцеводства и в органе его — «Журнале овцеводства» поместил следующие статьи: «О стаде тонкошерстных овец» (1833 г.), «Об ангорских козах» (1833 г.) и «О продаже ангорских коз» (1839 г.). Сведения об овцеводстве его сообщены в том же журнале за 1844 г.
В 1900 году в журнале «Исторический вестник» (т. 82) были опубликованы «Записки» барона Б. А. Фитингофа-Шеля, который являлся внучатым племянником Петра Афанасьевича Папкова. По его утверждению, двоюродный дед барона родился в 1770 году, а боевое крещение получили в 1787 году на Северном Кавказе в стычках с горцами. В начале 1800-х годов он служил несколько лет в артиллерийском управлении под началом А. А. Аракчеева.

## Память в Таганроге
С именем П. А. Папкова в Таганроге связаны два дома — Мало-Греческая, 5 (нынче Шмидта, 17) и Греческая, 28 (нынче 40).
В первом из них после него проживал Александр Реми, друг М. Ю. Лермонтова. С 1847 по 1856 год квартировала в доме и будущая мать А. П. Чехова, Евгения Яковлевна Чехова (урождённая Морозова). Ей не было ещё 12 лет, когда умер её отец, и она вместе с матерью и сестрой переехала из Шуи в Таганрог. В 1854—1855 гг. здесь проживал и отец писателя, Павел Егорович Чехов.
Дом на Греческой, 40 стал последним пристанищем императора Александра I, а затем музеем его памяти.
В начале 1830-х годов Яков Герасимович Морозов (дед А. П. Чехова по материнской линии) перешел из купцов в мещанское сословие и в 1833 г. он совсем разорился, а вскоре уехал на юг, где стал комиссионером П. А. Папкова, имевшего близ Красного Кута в Донбассе суконную фабрику.